# KamAZ-65116
Der KamAZ-65116 (russisch КамАЗ-65116) ist ein Lastwagen aus der Produktion des KAMAZ-Werks in Nabereschnyje Tschelny. Die dreiachsige Sattelzugmaschine ist für Lastzüge bis etwa 38 Tonnen Gesamtgewicht konzipiert und basiert auf dem Pritschenwagen KamAZ-65117.

## Fahrzeugbeschreibung

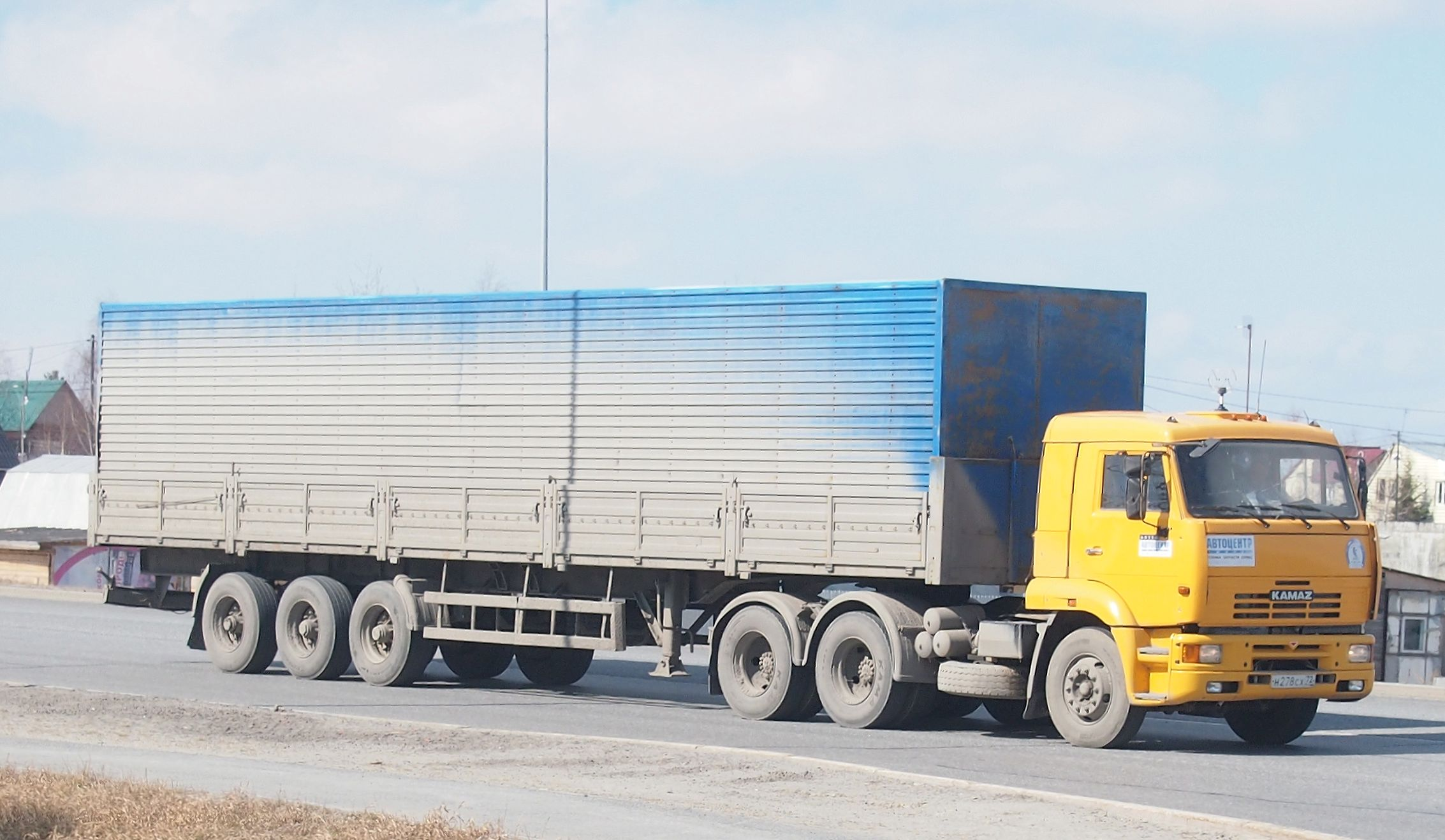
KamAZ-65116 in Chanti-Mansijsk (2015)

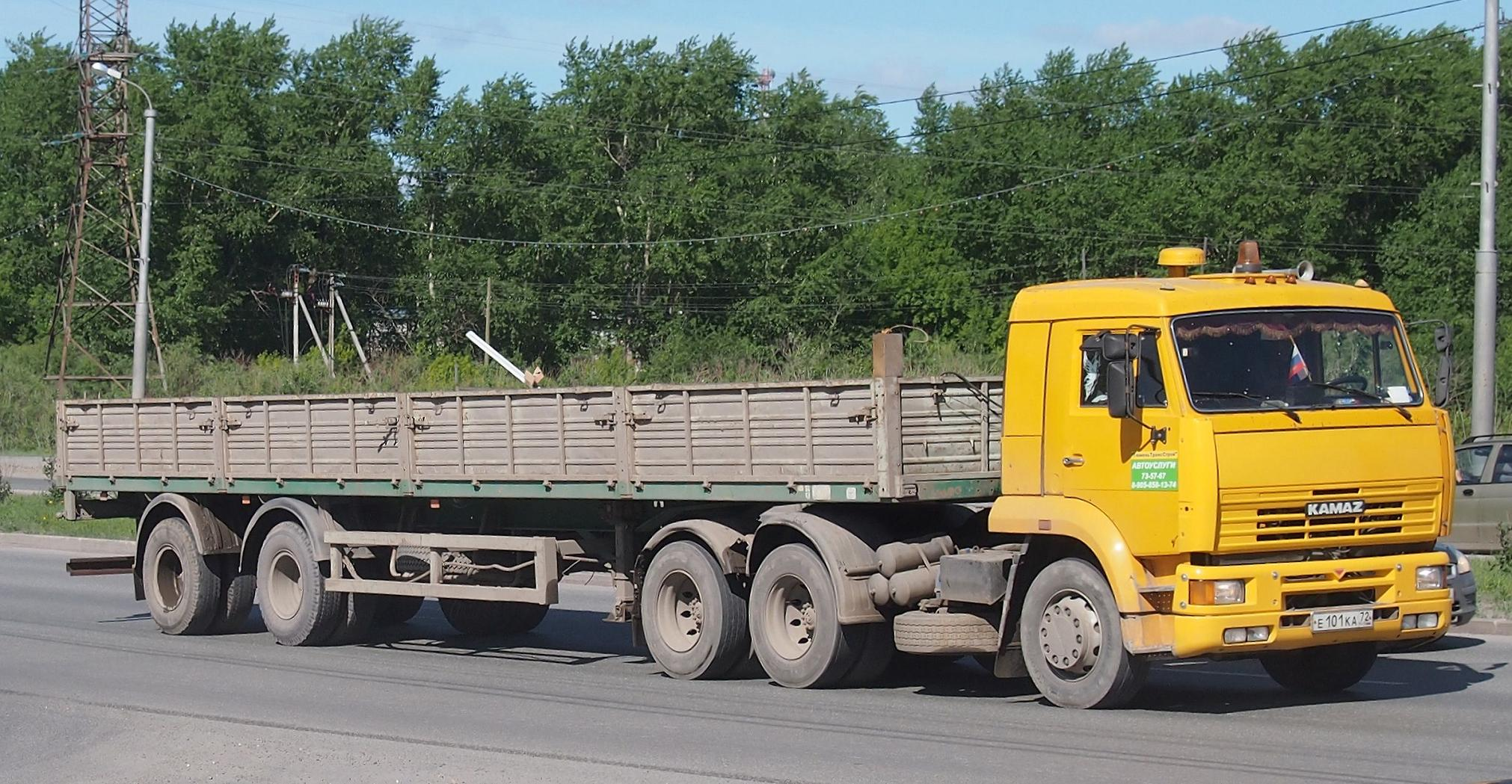
KamAZ-65116 in Tjumen (2014)

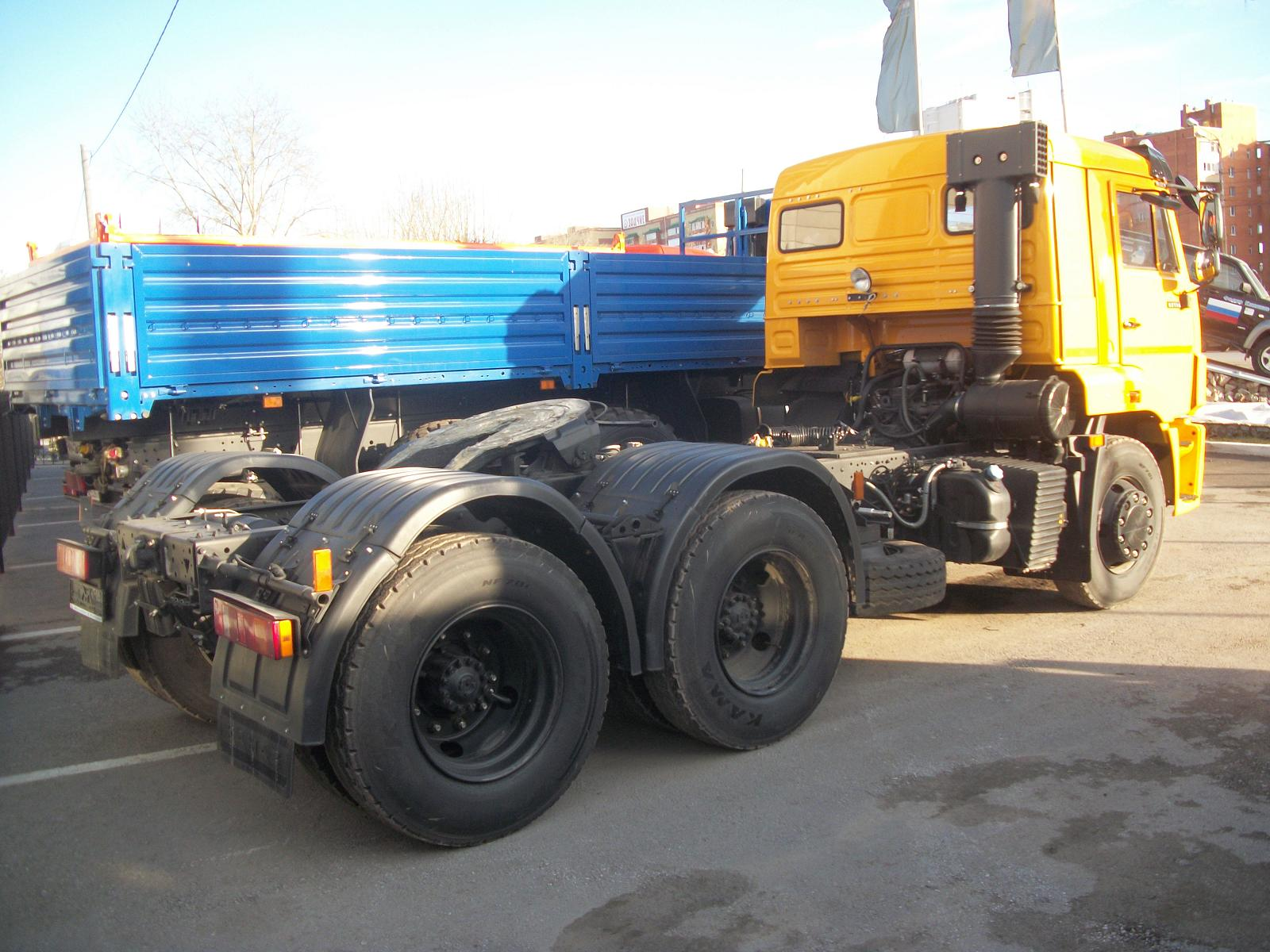
Heckansicht eines KamAZ-65116 ohne Sattelauflieger in Tjumen (2013)

Die Produktion des KamAZ-65116 begann bereits 2005, wobei das Fahrzeug ab 2011 den KamAZ-54115 ersetzte. Die Version mit Pritsche wird ebenfalls seit 2005 gebaut, der technisch sehr ähnliche Kipper KamAZ-65115, der ebenfalls zur Fahrzeugfamilie gehört, bereits seit 1995.
Zu Beginn der Fertigung waren die Lastwagen mit hauseigenen Motoren aus der Fertigung von KAMAZ ausgestattet. Die Achtzylinder-Dieselmotoren vom Typ KamAZ-740.30 erfüllen die EURO-3-Abgasnorm und leisten bei einem Hubraum von 10,85 Litern 260 PS (191 kW). Die Sattellast betrug zunächst 15 Tonnen und das zulässige Gesamtgewicht des Sattelzugs etwa 36,5 Tonnen. Außerdem wurden Fahrzeuge für den Export mit Motoren vom Typ Cummins L325 ausgestattet. Diese Dieselmotoren leisten 300 PS (221 kW) bei einem Hubraum von 8,85 Litern und haben ein maximales Drehmoment von 1300 Nm. Die Lebensdauer des Motors wird mit über einer Million Kilometer Laufleistung angegeben.
Heute kommen Sechszylinder-Reihenmotoren von Cummins Engine zum Einsatz, die bei einem reduzierten Hubraum von nur noch 6,7 Litern 298 PS (219 kW) leisten. Das Schaltgetriebe stammt vom deutschen Zulieferunternehmen ZF Friedrichshafen und hat neun Vorwärtsgänge und einen Rückwärtsgang. Die Sattellast wurde auf 15,5 Tonnen gesteigert, das zulässige Gesamtgewicht des Zugs auf knapp 38 Tonnen. Auch Bosch liefert Teile für die Fahrzeuge zu. Im Laufe der Produktionszeit wurde die Optik des Fahrerhauses überarbeitet.
Wie auch der KamAZ-65117 hat das Fahrzeug keinen Allradantrieb, nur die beiden hinteren Achsen werden angetrieben. Trotzdem verwendet das russische Militär es für Transportaufgaben.

## Technische Daten
Die hier aufgeführten Daten gelten für den KamAZ-65116-A4, wie er vom Hersteller Ende 2016 gefertigt wurde. Über die Bauzeit hinweg und aufgrund verschiedener Modifikationen an den Fahrzeugen können einzelne Werte leicht schwanken.
- Motor: Viertakt-R6-Dieselmotor
- Motortyp: Cummins ISB6.7e4 300
- Leistung: 298 PS (219 kW)
- Hubraum: 6,7 l
- maximales Drehmoment: 1097 Nm
- Verdichtung: 17,3:1
- Abgasnorm: EURO 4
- Getriebe: manuelles Neungang-Schaltgetriebe
- Getriebetyp: ZF 9S1310
- Höchstgeschwindigkeit: 90 km/h
- Tankinhalt: 350 l
- Bordspannung: 24 V
- Lichtmaschine: 28 V, 2000 W
- Batterie: 2 × 190 Ah, 12 V, in Reihe verschaltet
- Antriebsformel: 6×4

Abmessungen und Gewichte
- Länge: 6520 mm
- Breite: 2500 mm
- Höhe: 2850 mm
- Radstand: 3190 + 1320 mm
- Wendekreis: 21,4 m
- Höhe der Sattelkupplung: 1330 mm
- maximal befahrbare Steigung: 18 %
- Leergewicht: 7275 kg
- Zuladung (Sattellast): 15.500 kg
- zulässiges Gesamtgewicht: 22.850 kg
- Achslast vorne: 5050 kg
- Achslast hinten (Doppelachse): 17.800 kg
- zulässige Anhängelast: 30.500 kg
- zulässiges Gesamtgewicht des Sattelzugs: 37.850 kg
- Reifengröße: 11,00 R22,5